# 小行星14632
小行星14632（14632 Flensburg）是一颗绕太阳运转的小行星，为主小行星带小行星。该小行星于1998年11月11日发现。

## 轨道参数
小行星14632的轨道半长轴为2.6641431 UA，离心率为0.22。